# Custódio de Almeida Sampaio
Monsenhor Custódio de Almeida Sampaio (Caucaia,17 de abril de 1848 — Fortaleza, 4 de setembro de 1939) foi sacerdote católico brasileiro.

## Biografia
Filho de Antônio José Sampaio e de Francisca Inácia Sampaio, nasceu na freguesia de Soure, atual município de Caucaia, da Região Metropolitana de Fortaleza.
Em 1871, terminados seus estudos primários, entrou para o Seminário da Prainha, em Fortaleza, iniciando seus estudos teológicos em 1876. Recebeu o presbiterato das mãos do bispo D. Luís Antônio dos Santos, em 30 de novembro de 1879, e cantou sua primeira missa em Maranguape, em 8 de dezembro seguinte.
De 1880 a 1882, esteve como capelão de Sant'Ana, atualmente, distrito de Pacoti. Então, em 1883, foi nomeado pelo vigário-geral, então Governador do Bispado, Hipólito Gomes Brasil, para encabeçar a freguesia de Santa Quitéria, em substituição ao falecido vigário Francisco Manuel de Lima e Albuquerque, sendo empossado em 3 de junho de 1883. Aí ficou até o fim de janeiro de 1892, quando foi removido por D. Joaquim José Vieira para São Benedito, cuja freguesia tomou posse em 29 de fevereiro seguinte. Permaneceu à frente daquela paróquia durante vários anos, promovendo melhoramentos na igreja matriz.
Foi responsável pela construção da atual Igreja de São Francisco de Assis, em Palmácia, cidade de onde sua família era originária.
Tomou parte da primeira Peregrinação Brasileira à Palestina, da qual tomaram parte vinte e quatro padres e três arcebispos: D. Jerônimo Tomé da Silva, D. Silvério Pimenta e D. Adauto de Miranda Henriques.
Em 1916, foi agraciado com o título de Camareiro Particular de Sua Santidade, o Papa Bento XV.
Faleceu em Fortaleza, aos 91 anos de idade.